# Говор
Говор је вокална форма људске комуникације заснована на језику. У ширем смислу, говор представља сложен процес у којем се мисли, идеје и емоције претварају у звучни облик помоћу прецизних покрета говорних органа (плућа, гркљана, језика, усана).
Иако се у свакодневном животу термини "говор" и "језик" често користе као синоними, у лингвистици и другим наукама они имају различита значења. Језик је апстрактни систем знакова, правила (граматике) и значења, док је говор његова конкретна, звучна реализација. Другим речима, језик је оно "шта" се говори, а говор је "како" се то чини.

## Продукција говора (физиологија)
Производња говора је сложен физиолошки процес који се одвија у три основне фазе:
1. Респирација (Дисање): Процес почиње у плућима, која обезбеђују ваздушну струју неопходну за производњу гласа.
2. Фонација (Производња гласа): Ваздушна струја из плућа пролази кроз гркљан (ларинкс) и изазива треперење (вибрацију) гласних жица. Ова вибрација производи основни звук, односно глас. Висина гласа зависи од брзине вибрације гласних жица.
3. Артикулација (Обликовање гласова): Основни звук произведен у гркљану се даље обликује у препознатљиве гласове (самогласнике и сугласнике) помоћу покрета говорних органа у усној и носној дупљи. У ове органе спадају језик, усне, зуби, алвеоле, непце и ресица. Прецизним покретима ових органа, проток ваздуха се прекида, сужава или усмерава, чиме се стварају различити гласови.

## Развој говора
Развој говора код људи је постепен процес који почиње од рођења и најинтензивнији је у првим годинама живота. Главне фазе развоја говора код деце су:
- Прелингвистичка фаза (0-12 месеци): Почиње плачем, затим се јавља гугутање, а касније и брбљање (понављање слогова попут "ма-ма", "ба-ба").
- Фаза првих речи (12-18 месеци): Дете почиње да изговара прве речи са значењем.
- Фаза једноставних реченица (18-24 месеца): Дете спаја две речи у просте реченице (нпр. "Мама, дај").
- Фаза сложенијих реченица (од 2. године): Речник се нагло шири, а реченице постају граматички сложеније. До пете године, већина деце усвоји основне структуре матерњег језика.

## Неуролошке основе говора
Говор је контролисан сложеном мрежом неурона у мозгу. Два подручја у левој хемисфери мозга су посебно важна за обраду језика и говора:
- Брокино подручје: Налази се у чеоном режњу и одговорно је за продукцију говора, односно за моторичко планирање покрета говорних органа. Оштећење овог подручја доводи до Брокине афазије, где особа разуме говор, али има великих потешкоћа да га произведе.
- Верникеово подручје: Налази се у слепоочном режњу и одговорно је за разумевање говора. Оштећење овог подручја изазива Верникеову афазију, где особа говори течно, али њен говор нема смисла и има проблема са разумевањем.

## Поремећаји говора
Постоји велики број поремећаја који могу утицати на способност особе да правилно говори. Неки од најчешћих су:
- Муцање: Поремећај течности говора који се карактерише понављањем гласова, слогова или речи, и застојима у говору.
- Дизартрија: Поремећај артикулације изазван слабошћу или парализом мишића који учествују у говору.
- Апраксија говора: Неуролошки поремећај у којем особа има проблема са планирањем и координацијом покрета потребних за говор, иако мишићи нису слаби.
- Поремећаји артикулације: Укључују немогућност правилног изговора одређених гласова (нпр. сигматизам - неправилан изговор гласова с, з, ц).

Проучавањем и третманом поремећаја говора бави се логопедија.